# Гарпия (роман)
«Гарпия» — фэнтезийный роман Генри Лайона Олди (псевдоним харьковских писателей Дмитрия Громова и Олега Ладыженского), впервые изданный в 2008 году. Относится к циклу «Чистая фэнтези» («Фэнтези»).

## Сюжет
В романе повествуется о необычайной студентке в магическом университете (более коротко называемом «Универмаг»). Она — гарпия, относится к числу существ, недавно воевавших с людьми. Был заключён мир, но негативные эмоции людей в отношении гарпий ещё не исчезли, в отличие от эмоций гарпий, которые живут лишь в настоящем времени, но не прошлом или будущем. Юная гарпия сталкивается с дружбой, любопытством, злобой, предубеждением, ненавистью. У гарпий есть свои особенности мышления, пугающие непросвещённых людей и вызывающие интерес и недоверие у просвещённых волшебников. Появление полулюдей-полузверей в столичном городе явно не приведёт ни к чему хорошему…:14
Взаимоотношения людей с необычайными существами в романе складываются непросто, претерпевают взлёты и падения, тем не менее герои «Гарпии» стремятся к взаимопониманию. Финал книги оптимистичен: профессор Горгауз нашла в себе силы изгнать из души войну и ненависть к иным существам, его величество подписал указ о создании специальных квот в учебных заведениях, и в столице поселяются перспективные студенты-полузвери.

## Литературные особенности
Критик В. Васильевский считает роман «Гарпия» самым впечатляющим произведением цикла «Чистая фэнтези» и отмечает, что в «Гарпии» увлекательный сюжет и виртуозность игры чудесами сочетаются с философичностью и серьёзностью затронутых проблем.